# 横琴島

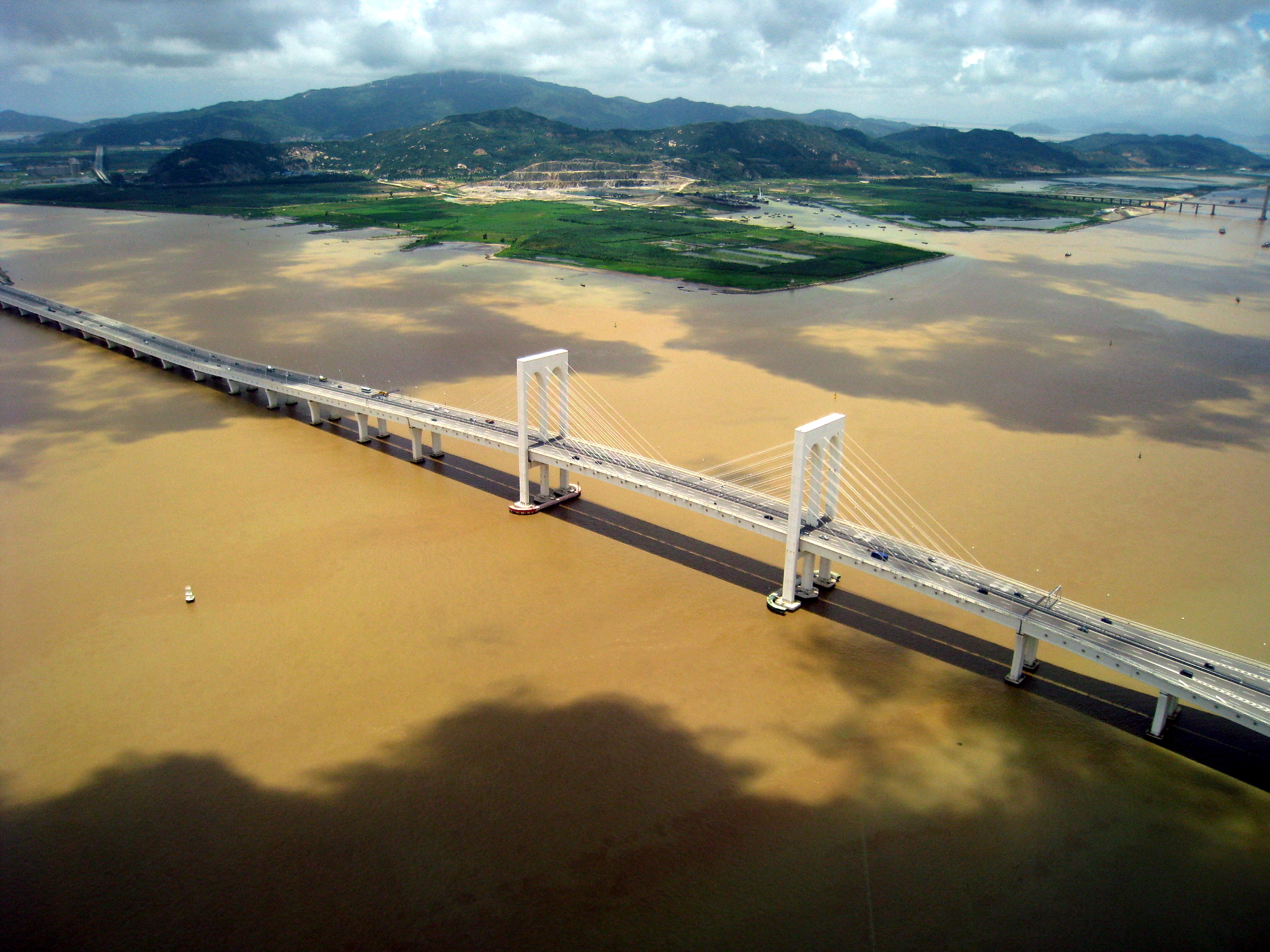
マカオタワーから西湾大橋を眺め、前は横琴島

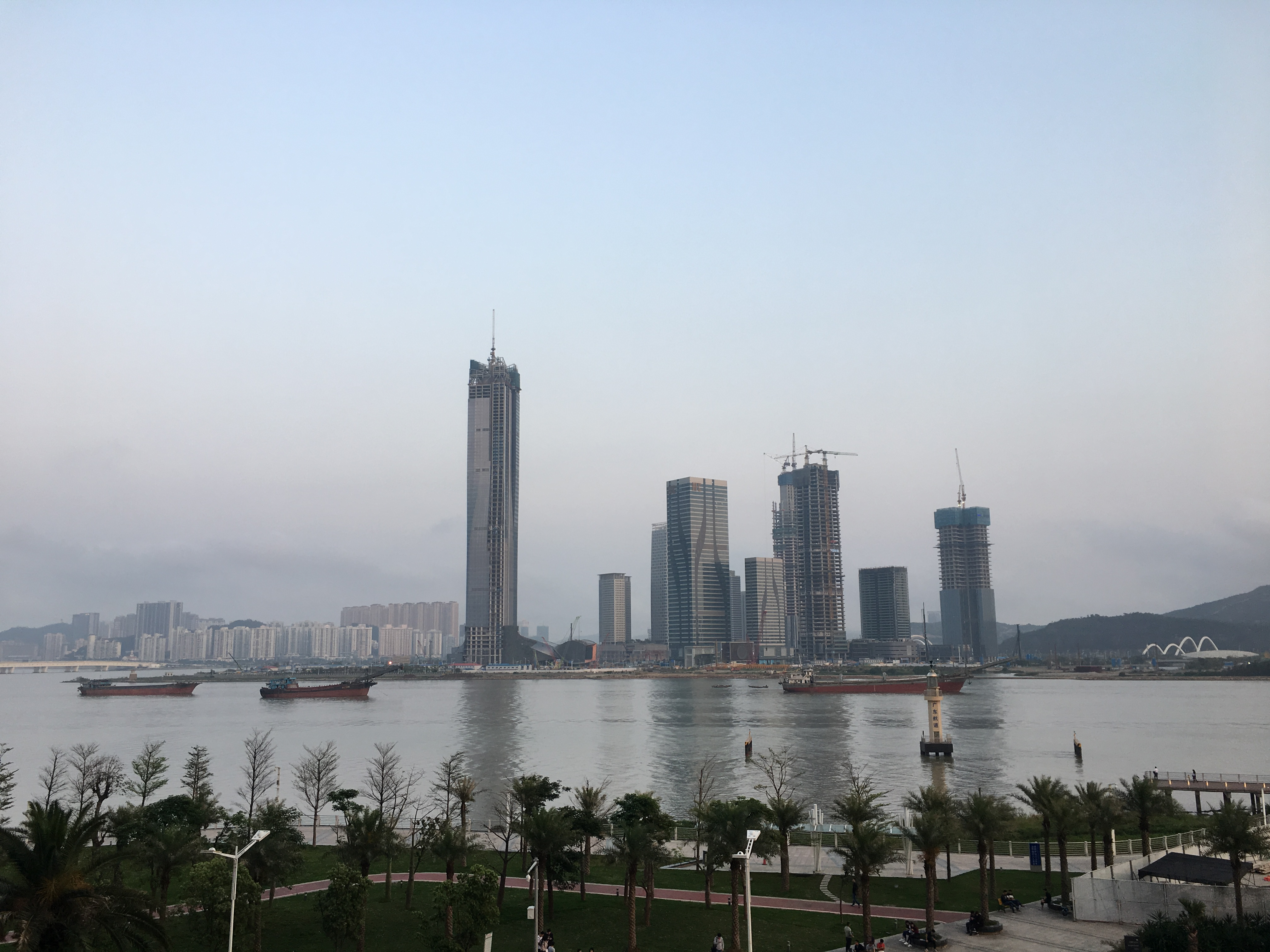
2019年の横琴金融島

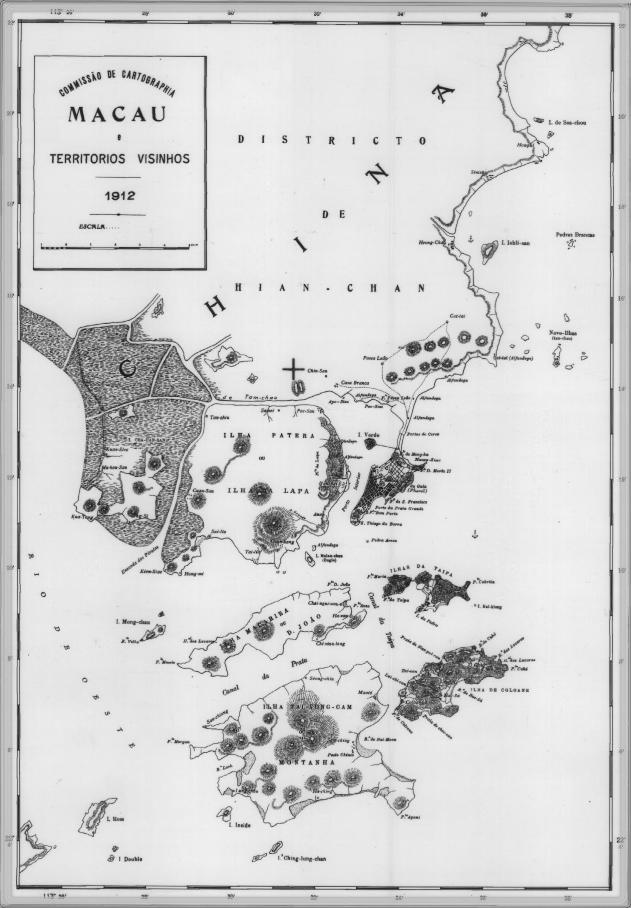
1912年の地図（左の島は横琴島、右はマカオ半島、大タイパ島、小タイパ島とコロアネ島）

動画はマカオと横琴島（大横琴島と小横琴島は別々下左と中左）1555年から2011年までの地理変化

横琴島（おうきんとう、中国語: 橫琴島、ポルトガル語: Ilha de Montanha）は、中国広東省珠海市香洲区南部にあり、実質的には横琴粤澳深度合作区（横琴新区）の管理下にある珠海市の最大の島である。
元々は大横琴島と小横琴島、土地面積は106.46k㎡で、マカオの4倍近く、香港の10分の1に相当する。優れた自然環境で、90%が未開発地であり、定住人口は7000人である。マカオと一本の川で隔たれており、最短距離は200ｍしかなく、東部はマカオと橋で繋がり、香港からわずか34海里離れている。
中国政府は横琴を自由貿易試験区に発展する見込みで、主に観光レジャー、ビジネスサービス、金融サービス、クリエイティブ、中医学・保健、教育・研究開発、ハイテクの7分野を提供する。島内にマカオ大学のキャンパスがあるが、学校敷地内はマカオの法が適用される。